# Frančiškov svetni red
Frančiškov svetni red (FSR) ali III. red (latinsko Ordo Franciscanus Saecularis) (kratica: OFS), je svetni red, ki ga ustanovil sveti Frančišek Asiški in ga je namenil v prvi vrsti laikom. Ker ga je ustanovil kot tretjega po vrsti, za manjšimi brati, to je moškem redu, ter klarisami, ženskem redu, ki ga je ustanovil skupaj s sveto Klaro, se imenuje tudi tretji red.

## Razlaga imena reda
Red se imenuje Frančiškov, ker se ljudje, ki vstopijo v skupnost, prizadevajo, da bi živeli po zgredu sv. Frančiška. Svetni je zato, ker člani živijo v svetu in ne vstopijo v samostane ali podobne ustanove (razen tretjerednih samostanskih redov), red pa zato, ker gre za ustanovo, za katero stoji Cerkev.

## Zgodovina reda
Po pričevanju njegovih sodobnikov naj bi sv. Frančišek prišel v Cannaro, mesto blizu Assisija in tam s svojo pridigo tako navdušil poslušalce in meščane, da so se mu želeli pridružiti. Obljubil jim je, da jim bo pripravil napotke za življenje, kar je tudi storil. Tretji red se je začel kot gibanje znotraj Cerkve že pred letom 1221, pa vendar je šele tega leta dobil svojo obliko in način življenja, imenovano Memoriale propositi. Za prva člana tega novega laiškega reda veljata zakonca Lukrecij in Buonadonna iz kraja Poggibonsi (med Firencami in Sieno).
Uradna potrditev reda se je zgodila 18. avgusta 1289 z bulo papeža Nikolaja IV. Supra montem. Pravzaprav je tudi Frančišek sam izšel iz spokorniškega gibanja, katerega člani so hoteli zares živeti vero in osebni odnos z Bogom.
Skupino prvih tretjerednikov, katerih voditelj je postal, je povezal s Cerkvijo in sprejel za vsebino svojega reda hojo za Jezusom, ubogim, križanim in vstalim, življenje po evangeliju, bratstvo, ljubezen in poslušnost do Cerkve, ose in duhovnikov, tudi če komu niso simpatični ali so celo grešni, ljubezen do evharistije, Marije, bližino ubogih.
Frančišek ni nikogar kritiziral, pokazal je drugačen način življenja v Cerkvi. Ta odločitev je bila bistvena. Kajti od množice spokornih gibanj tistega časa, so ostali samo njegovi redovi. Srednjeveško okolje je bilo nasičeno z govorjenjem o evangeljsko-apostolskem življenju, v najrazličnejših tonih in ne vedno povsem v skladu z vero. Novost pa je bila v tem, da sta tako Frančišek kot Klara, prenovljena v Duhu, znala preprostim ljudem vcepiti ideal ljubezni do Jezusa, njegove Cerkve in bližnjega.

## Frančiškov svetni red v Sloveniji
Frančiškov svetni red v Sloveniji obstaja že od prvih začetkov reda. Prva krajevna bratstva so nastala ob najstarejših frančiškanskih samostanih na Slovenskem, na Ptuju, v Piranu, v Ljubljani, Škofji Loki, Celju, Vipavskem Križu ... Danes je v Sloveniji okoli 40 bratstev, večinoma v župnijah, ki jih vodijo frančiškani, minoriti in kapucini, ki jim nudijo tudi duhovno pomoč.

## Poslanstvo
- živeti evangelij po zgledu sv. Frančiška in si prizadevati da bi življenje posvetili s pristno duhovnostjo;
- sodelovati v življenju in poslanstvu Cerkve  in ji ponižno služiti na vseh področjih cerkvenega občestva;
- biti pripravljen opravljati dobra dela, posebej, ko gre za pomoč potrebnim in revnim (karitas);
- živeti vzorno družinsko življenje, v čistosti in poštenosti v vsakdanjih odnosih z ljudmi;
- živeti odgovorno do sebe, Boga in družbe, v vseh dolžnostih.

## Postopek sprejema v Frančiškov svetni red
Frančiškov svetni red je odprt za vsakogar, tako za verne laike kot za škofijske duhovnike, ki želijo živeti evangelij v vsakdanjem življenju in jih privlači ter navdihuje karizma sv. Frančiška.
Prvi korak je t. i. kandidatura, ko kandidat napiše krajevnemu bratstvu prošnjo za vstop. Kandidatura traja najmanj 6 mesecev.
Drugi korak je noviciat, v katerega sprejme krajevno bratstvo kandidate s posebnim obredom. Noviciat traja eno leto.
V kandidaturi in noviciatu se spoznava način življenja v bratstvu, duhovnost in lik sv. Frančiška.
Tretji korak je obljuba, ko kandidat po končanem noviciatu slovesno izreče svoj sklep ali obljubo, da bo živel evangelij po vodilu Frančiškovega svetnega reda.
Krajevno bratstvo živi in izraža svojo bratsko povezanost na mesečnih in drugih srečanjih, katerih namen je služiti sestram in bratom ter samemu svetnemu redu.